# أنطونيو كوفاتشيفيتش
أنطونيو كوفاتشيفيتش (بالكرواتية: Antonio Kovačević) مواليد 21 مايو 1987 في زغرب، هو لاعب كرة يد كرواتي يلعب كجناح أيسر. مثل منتخب كرواتيا لكرة اليد. حقق المركز الثاني في بطولة أوروبا لكرة اليد للرجال 2010.

## سجل المنافسة
شارك في البطولات التالية:
- بطولة أوروبا لكرة اليد للرجال 2016

## الميداليات
| الميدالية | المسابقة                           |
| --------- | ---------------------------------- |
| فضية      | بطولة أوروبا لكرة اليد للرجال 2010 |

## روابط خارجية
- أنطونيو كوفاتشيفيتش على موقع الاتحاد الأوروبي لكرة اليد (الإنجليزية)